# روبرت سوتون (متسابق يخت)
روبرت سوتون (بالإنجليزية: Robert Sutton)‏ هو متسابق يخت أمريكي، ولد في 27 أبريل 1911 في سووث باسادينا في الولايات المتحدة، وتوفي في 13 سبتمبر 1977 في لوس أنجلوس في الولايات المتحدة.

## وصلات خارجية
- روبرت سوتون على موقع الاتحاد الدولي للملاحة الشراعية (موقع جديد) (الإنجليزية)
- روبرت سوتون على موقع الاتحاد الدولي للملاحة الشراعية (موقع قديم) (الإنجليزية)
- روبرت سوتون على موقع اللجنة الأولمبية الدولية (الإنجليزية)
- روبرت سوتون على موقع أوليمبيديا (الإنجليزية)